# Carlotta Monti
Carlotta Monti, artiestennaam van Carlotta Montijo (Los Angeles, 20 januari 1907 - Woodland Hills, 8 december 1993), was een Amerikaanse filmactrice en maîtresse van acteur W.C. Fields.
Monti verscheen in talloze B-films, zoals Kiss of Arabië (1933), Tarzan the Fearless (1933) en Night Cargo (1936), meestal als een exotische verleidster. Ze ontmoette Fields in 1932 en hun relatie duurde tot zijn overlijden in 1946. Ze had kleine rollen in zijn films Man on the Flying Trapeze (1935) en Never Give a Sucker an Even Break (1941).
Monti's memoires, W.C. Fields & Me, gepubliceerd in 1971, beschreven haar leven en ervaringen met Fields. Het boek werd bewerkt voor de film W.C. Fields and Me (1976), met Rod Steiger als Fields en Valerie Perrine als Monti in de hoofdrol, een film waarin Monti zelf als figurant optrad.

## Filmografie
- Ben-Hur: A Tale of the Christ (1925)
- In Old California (1929)
- Cavalier of the West (1931)
- King Kong (1933)
- Kiss of Araby (1933)
- Deadwood Pass (1933)
- Tarzan the Fearless (1933)
- Marie Galante (1934)
- Timberesque (1935)
- Man on the Flying Trapeze (1935)
- Bonnie Scotland (1935)
- Night Cargo (1936)
- Hell-Ship Morgan (1936)
- Robin Hood of El Dorado (1936)
- The Villain Still Pursued Her (1940)
- Never Give a Sucker an Even Break (1941)
- He Walked by Night (1948)
- The Doctor and the Girl (1949)
- Crisis (1950)
- To Please a Lady (1950)
- W.C. Fields and Me (1976)

- International Standard Name Identifier: 0000 0000 3896 8966
- Library of Congress Control Number: no89009278
- Nederlandse Thesaurus van Auteursnamen: 32751194X
- SNAC: w6r5785k
- Virtual International Authority File: 58634887
- WorldCat: E39PBJh8VkHkRj7t6QRkYyth73